# 凱文·鮑爾森
凱文·李·鮑爾森（Kevin Lee Poulsen，1965年11月30日—）為美國的一位數位安全領域的新聞從業員，曾是位黑帽駭客，生於美國加州帕薩迪納。

## 生平

### 黑帽駭客
鮑爾森在網路上匿名為「黑暗但丁」（Dark Dante）。在17歲便用其TRS-80電腦駭入美國國防部的高等研究計劃署網路，但他並沒有被起訴，隨後成為SRI和昇陽的程式員，負責測試五角電腦的安全性。在其23歲時，因多次駭入联邦调查局的網路並竄改檔案，遭到聯邦調查局的通緝，鮑爾森開始了流亡生涯。在17個月的流亡過程中，鮑爾森亦多次入侵聯邦調查局的檔案庫作為報復，被聯邦調查局稱作「電腦犯罪界的漢尼拔·萊克特」；並在一次洛杉磯電臺KIIS-FM舉辦的活動中，控制了所有該電臺的電話線，使其成為第102個叩應者而能獲得該電臺提供的大獎保时捷944 S2。此外當國家廣播公司播出以其為主題的《未解之謎》節目時，該電視臺的免費電話專線突然不明癱瘓。後來鮑爾森遭到逮捕，並被判刑五年。其出獄後被禁止使用電腦與網路長達三年，他也是首位被法院判決出獄後禁止使用電腦與網路的美國人。2004年鮑爾森的假釋官允許他在監控之下能使用網路。

### 新聞從業員
鮑爾森出獄後改從事新聞從業，並力求與其犯罪往昔切割。鮑爾森在加州的資安研究公司SecurityFocus擔任一些新聞記者的職位，鮑爾森從2000年開始就已在該公司撰寫過一些駭客、資安相關的新聞。雖然在相關領域的新聞媒體已經飽和的情況下，《SecurityFocus新聞》仍在鮑爾森加入時期內成為科技新聞領域內的著名業者而被賽門鐵克收購；鮑爾森的調查報告也時常被主流媒體提及。2005年他決定離開SecurityFocus以尋找獨立寫作企劃，並在該年6月成為《连线》雜誌的高級編輯，並在隔年建立自己的部落格「27BStroke6」，並在後來改名為「Threat Level」。2006年10月，鮑爾森透過搜尋與比對MySpace的資料，識別出了744位潛在兒童性罪犯，並成功逮捕了其中一位。

### SecureDrop
鮑爾森與亚伦·斯沃茨合力開發了開源軟體SecureDrop，其為一款讓記者與來源之間匿名通訊的工具；其原名「DeadDrop」。斯沃茨去世後，2013年5月15日，鮑爾森將SecureDrop首次佈署於《紐約客》。其後又將SecureDrop的開發轉移至新聞自由基金會旗下，鮑爾森也成為該基金會的科技顧問。

## 獲獎
鮑爾森於2008年獲J-Lab頒發科耐特-巴頓新聞創新大獎，2009年獲《產銷快訊》雜誌選為該雜誌的數位名人堂成員。2010年則獲得SANS研究所的最佳資安記者獎。而鮑爾森與共筆的部落格Threat Level於2010年獲《產銷快訊》雜誌的最佳部落格獎，2011年獲國際數位藝術與科學學院威比奖的法律類獎，同時也獲該類的人民之聲獎（People's Voice award）。

## 著作
凱文·鮑爾森於2011年撰寫了一本關於駭客的英文小說《掘金黑客：马克斯·维京：地下网络犯罪之王》，該小說後來被翻譯成波蘭文、簡體中文、日文、義大利文、葡萄牙文等語言，在多國發行。

## 延伸閱讀
- Jonathan Littman. . Little, Brown. 1997. ISBN 0-316-52857-9 （英语）.

## 外部連結
- 鮑爾森的個人網站（页面存档备份，存于）
- Threat Level（页面存档备份，存于） （鮑爾森與共筆的部落格）